# Giedo van der Garde
Giedo van der Garde (* 25. dubna 1985 Rhenen, Nizozemsko) je nizozemský automobilový závodník, bývalý pilot Formule 1. V roce 2013 závodil pro tým Caterham. Jeho týmovým kolegou byl Charles Pic. V roce 2014 byl testovacím jezdcem týmu Sauber. V minulosti také testoval například pro tým Spyker F1.

## Kompletní výsledky ve Formuli 1
| Legenda k tabulce | Legenda k tabulce                                                                       |
| Barva             | Výsledek                                                                                |
| ----------------- | --------------------------------------------------------------------------------------- |
| Zlatá             | Vítěz                                                                                   |
| Stříbrná          | 2. místo                                                                                |
| Bronzová          | 3. místo                                                                                |
| Zelená            | Bodované umístění                                                                       |
| Modrá             | Nebodované umístění                                                                     |
| Modrá             | Dokončil neklasifikován (NC)                                                            |
| Fialová           | Odstoupil (Ret)                                                                         |
| Červená           | Nekvalifikoval se (DNQ)                                                                 |
| Červená           | Nepředkvalifikoval se (DNPQ)                                                            |
| Černá             | Diskvalifikován (DSQ)                                                                   |
| Bílá              | Nestartoval (DNS)                                                                       |
| Bílá              | Závod zrušen (C)                                                                        |
| Světle modrá      | Pouze trénoval (PO)                                                                     |
| Světle modrá      | Páteční testovací jezdec (TD)                                                           |
| Bez barvy         | Netrénoval (DNP)                                                                        |
| Bez barvy         | Vyřazen (EX)                                                                            |
| Bez barvy         | Nepřijel (DNA)                                                                          |
| Bez barvy         | Odvolal účast (WD)                                                                      |
| Bez barvy         | Nezúčastnil se (prázdné)                                                                |
| Označení          | Význam                                                                                  |
| Tučnost           | Pole position                                                                           |
| Kurzíva           | Nejrychlejší kolo                                                                       |
| †                 | Jezdec nedojel do cíle, ale byl klasifikován, protože odjel více než 90 % délky závodu. |
| ‡                 | Byl udělován poloviční počet bodů, protože bylo odjeto méně než 75 % délky závodu.      |
| Horní index       | Umístění bodujících jezdců ve sprintu                                                   |

| Rok  | Tým              | Šasi          | Motor                | 1      | 2      | 3      | 4      | 5       | 6      | 7       | 8      | 9      | 10     | 11     | 12     | 13     | 14     | 15      | 16      | 17     | 18     | 19     | 20     | Body | Umíatění  |
| ---- | ---------------- | ------------- | -------------------- | ------ | ------ | ------ | ------ | ------- | ------ | ------- | ------ | ------ | ------ | ------ | ------ | ------ | ------ | ------- | ------- | ------ | ------ | ------ | ------ | ---- | --------- |
| 2012 | Caterham F1 Team | Caterham CT01 | Renault RS27-2012 V8 | AUS    | MAL    | CHN TD | BHR    | ESP     | MON    | CAN     | EUR    | GBR    | GER    | HUN    | BEL    | ITA    | SIN    | JPN TD  | KOR TD  | IND TD | ABU TD | USA    | BRA TD | –    | –         |
| 2013 | Caterham F1 Team | Caterham CT03 | Renault RS27-2013 V8 | AUS 18 | MAL 15 | CHN 18 | BHR 21 | ESP Ret | MON 15 | CAN Ret | GBR 18 | GER 18 | HUN 14 | BEL 16 | ITA 18 | SIN 16 | KOR 15 | JPN Ret | IND Ret | ABU 18 | USA 19 | BRA 18 |        | 0    | 21. místo |
| 2014 | Sauber F1 Team   | Sauber C33    | Ferrari 059/3        | AUS    | MAL    | BHR TD | CHN TD | ESP TD  | MON    | CAN     | AUT    | GBR TD | GER TD | HUN    | BEL TD | ITA TD | SIN    | JPN     | RUS     | USA    | BRA    | ABU    |        | –    | –         |